# Serie A 1913 (pallapugno)
La Serie A di pallapugno 1913 è stata il secondo campionato italiano di pallapugno. Si è svolta nell'estate del 1913, terminando il 13 luglio, e la vittoria finale è andata per la seconda volta consecutiva alla squadra di Mondovì, capitanata da Riccardo Fuseri, al suo secondo scudetto.

## Regolamento
Secondo i documenti reperibili le squadre iscritte disputarono tre incontri di qualificazione, due di ripescaggio, le semifinali e la finale. Tutti gli incontri si svolsero allo Sferisterio Umberto I di Torino.

## Squadre partecipanti
Parteciparono al torneo sei società sportive italiane, cinque provenienti dal Piemonte e uno dalla Liguria.
| Squadra  | Provenienza | Campionati di Serie A | Risultato 1912               |
| -------- | ----------- | --------------------- | ---------------------------- |
| Alba     | Piemonte    | 1                     | 3° in Serie A                |
| Bra      | Piemonte    | Esordio               | -                            |
| Ceva     | Piemonte    | 1                     | 2° in Serie A                |
| Dogliani | Piemonte    | Esordio               | -                            |
| Mondovì  | Piemonte    | 1                     | Campione d'Italia di Serie A |
| Sanremo  | Liguria     | Esordio               | -                            |

## Formazioni
| Squadra  | Battitore          | Spalla             | Terzini                      |
| -------- | ------------------ | ------------------ | ---------------------------- |
| Alba     | Michele Revello    | Teobaldo Cigliutti | Bartolomeo Manfredi, Anselma |
| Bra      | Pierino Bonsignore | Allasia            | ?                            |
| Ceva     | Vincenzo Ferro     | Cicco Delpiano     | Neo, Ribetti                 |
| Dogliani | Dompé              | Ghirardi           | Delponte, ?                  |
| Mondovì  | Riccardo Fuseri    | Stanislao Rossi    | Michele Mongardi, Santanera  |
| Sanremo  | Milin Panizzi      | ?                  | ?                            |

## Torneo

### Qualificazioni

#### Risultati
| giu./lug. | Mondovì - Ceva | 9 - 3 |
| giu./lug. | Bra - Dogliani | 9 - 4 |
| giu./lug. | Alba - Sanremo | 9 - 2 |

### Ripescaggi
| giu./lug. | Ceva - Dogliani | 9 - 7 |
| giu./lug. | Ceva - Bra      | 9 - ? |

### Torneo ad eliminazione diretta
La finale si disputò il 6 luglio 2013 e terminò in parità. La ripetizione si svolse il 13 luglio 2013.
|  | Semifinali | Semifinali | Semifinali |      |         | Finale  | Finale | Finale |  |
|  |            |            |            |      |         |         |        |        |  |
|  | Alba       | Alba       | 9          |      |         |         |        |        |  |
|  | Alba       | Alba       | 9          |      |         |         |        |        |  |
|  | Bra        | Bra        | 6          |      |         |         |        |        |  |
|  | Bra        | Bra        | 6          |      | Mondovì | Mondovì | 9 9    |        |  |
|  |            |            |            |      | Mondovì | Mondovì | 9 9    |        |  |
|  |            |            | Alba       | Alba | 9 ?     |         |        |        |  |
|  | Mondovì    | Mondovì    | Alba       | Alba | 9 ?     | 9       |        |        |  |
|  | Mondovì    | Mondovì    |            |      |         |         |        |        |  |
|  | Ceva       | Ceva       | 1          |      |         |         |        |        |  |

## Verdetti
- Mondovì Campione d'Italia 1913 (2º titolo)